# HP-IL

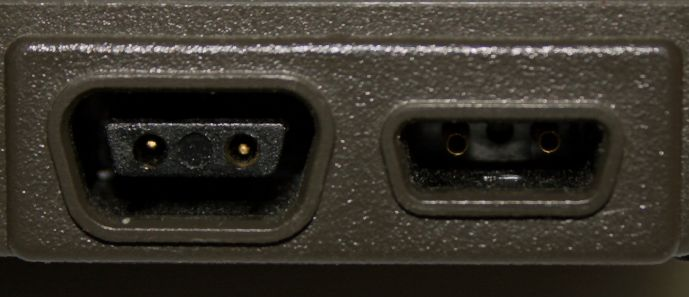
HP-71BのHP-ILコネクタ

HP-IL (Hewlett-Packard Interface Loop、ヒューレット・パッカード・インターフェース・ループ)は、ヒューレット・パッカード(HP)が1980年代初期に販売開始した短距離接続用のバスあるいはネットワークである。HP-ILを用いることにより、プリンター、フロッピーディスクドライブ、磁気テープリーダー等をHP-41C、HP-71B、HP-75C/D等のプログラム電卓や80シリーズ、HP-110等のコンピュータに接続することが可能である。

## 総論

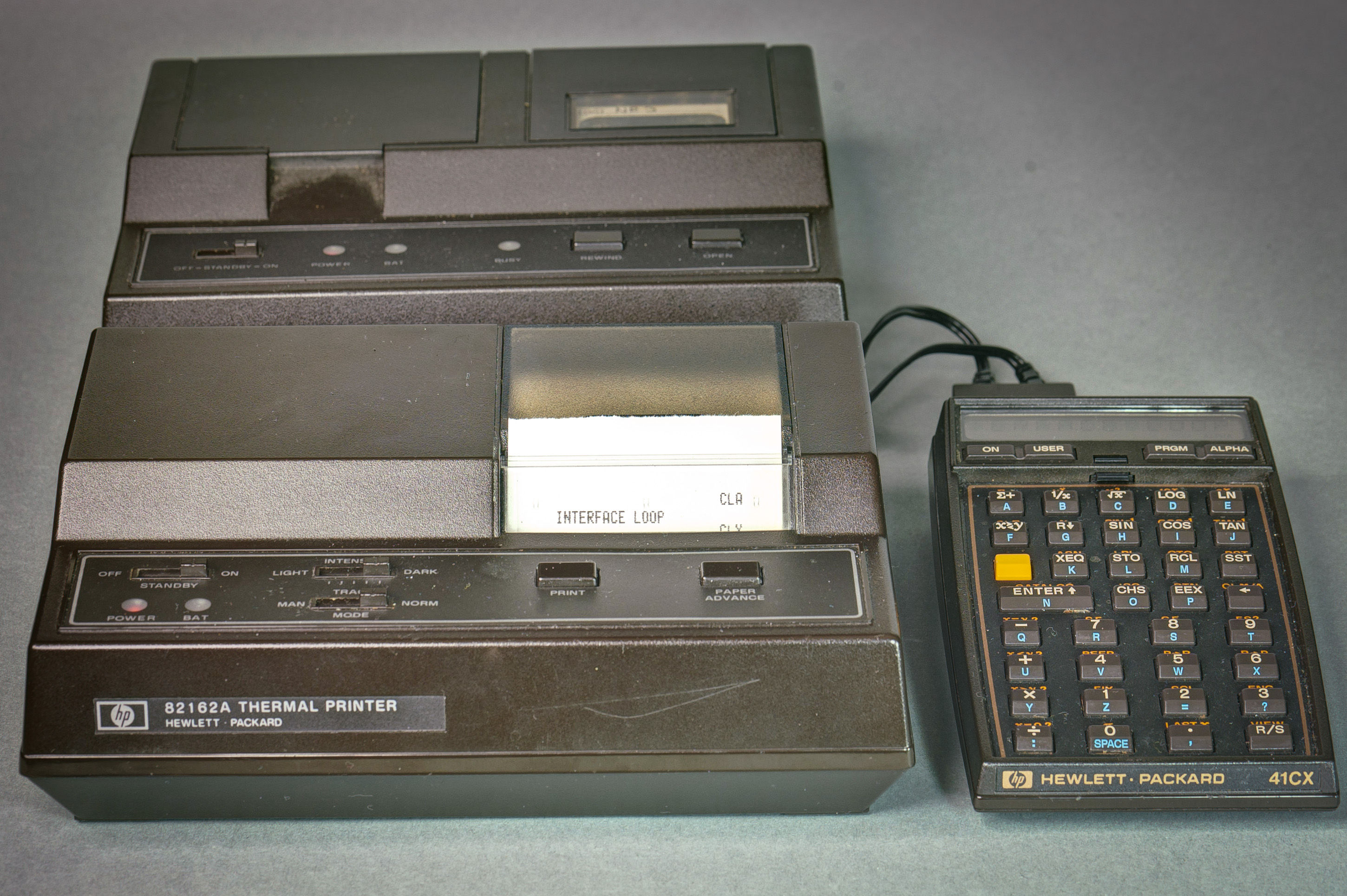
サーマルプリンタ HP 82162A （前列左）、マイクロカセットドライブ HP 82161A （後列）及び 電卓 HP-41CX （前列右）が接続されたインターフェースループ

HP-ILは、その名前が示す通り、HP-IL専用のケーブルがループを形成する。例えばHP-41Cの場合、HP-ILインターフェースモジュールから出たケーブルは、全ての接続されたデバイスを経由し、インターフェースモジュールに戻る。バス上の全てのデバイスは、内蔵型あるいはケーブル型のリングイン及びリングアウトの二つのコネクタを持つ。HPは専売の極性がありD字形の殻を持つよう設計された2ピン式コネクタを使用した。HP-ILケーブルは、延長するために余分のアダプタを使わずに接続可能である。
インターフェースループでは、媒体アクセス制御にトークン・パッシングプロトコルを採用している。ループ上の各デバイスは、1から順に自動的に割り当てられた最大30までの連番アドレスを受信し、その連番アドレスによって識別される。バス上のデバイスは、コントローラー（電卓又はコンピュータ）あるいはスレーブ（周辺機器）としての役割を行うことができる。
その上、HP-71B用インターフェースモジュール、HP82973A ISAインターフェースカードなど幾つかのコントローラーは、スレーブとしての役割も行うことができ、電卓による小規模ネットワークを構成することができる。
例えば、複数のHP-71BとHP 82402A Dual HP-ILアダプタを用いると、別々の場所でHP-71Bが一つ目のインターフェースループを通して各種の計測機器などを管理し、それぞれのHP-71Bを二つ目のインターフェースループを通してスーパーバイザとなるコンピュータが管理する…という二段階ネットワーク構造を構築することが可能である。
ループ上では、常に、一台のトーカー、一台のリスナー及び一台のコントローラーのデバイスが存在し、他のデバイスは非アクティブである。トーカーは、ループに対して情報を送信するデバイスであり、リスナーはループから情報を受け取るデバイスである。コントローラーは、トーカー及びリスナーを指揮するデバイスである。電卓を基にしたシステム（例えば、HP-41Cを使用したもの）では、電卓は常にアクティブなコントローラーであり、情報を送受信する際にはトーカー又はリスナーを兼ねる。
HP-ILのデータ転送速度は、理論上は160kbpsまででることになっているが、実効速度は16kbpsが限界である。

## HP-IL用デバイス

### コントローラー

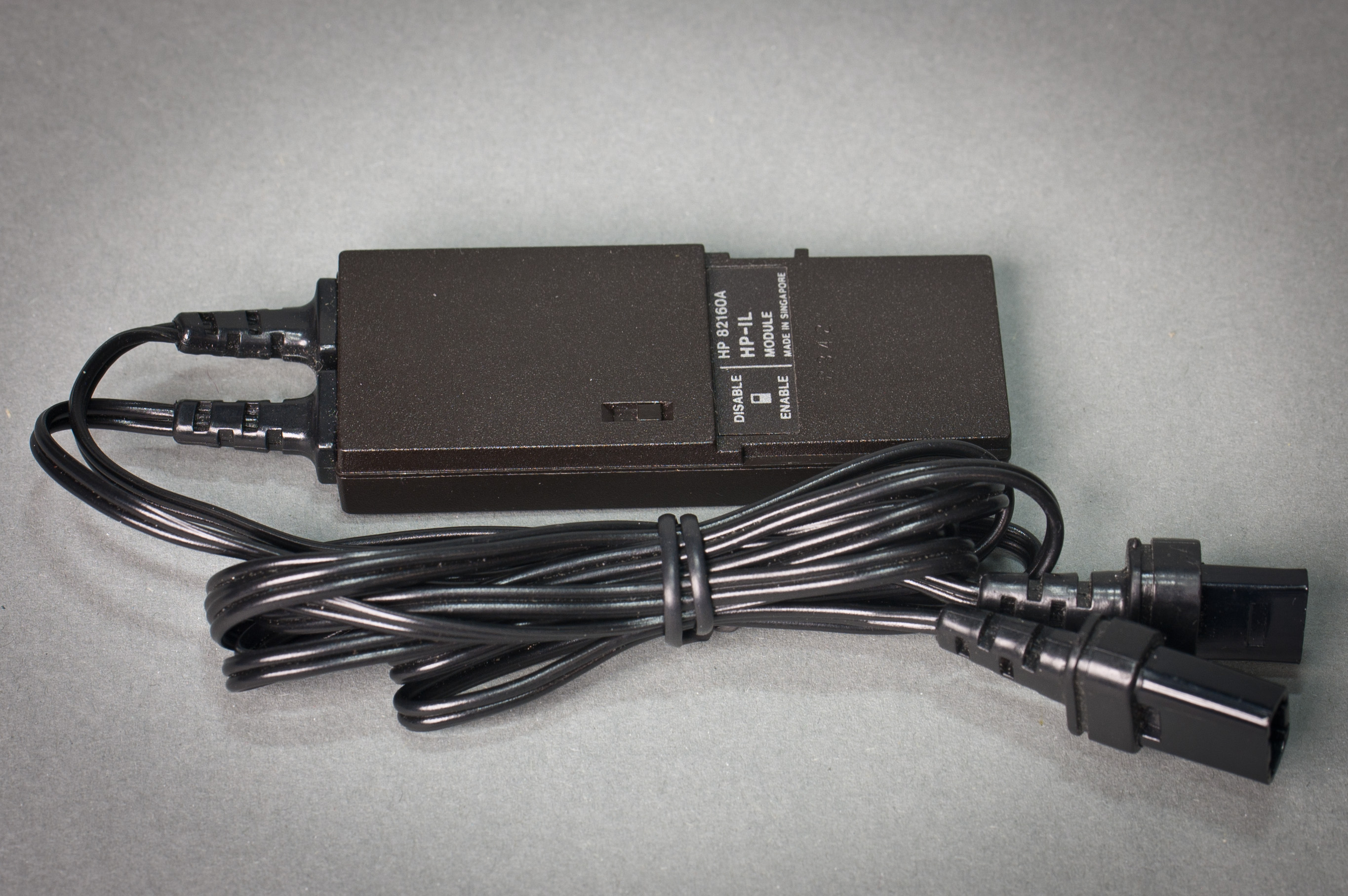
HP-41C/CV/CX用 HP-ILインターフェースモジュール HP 82160A

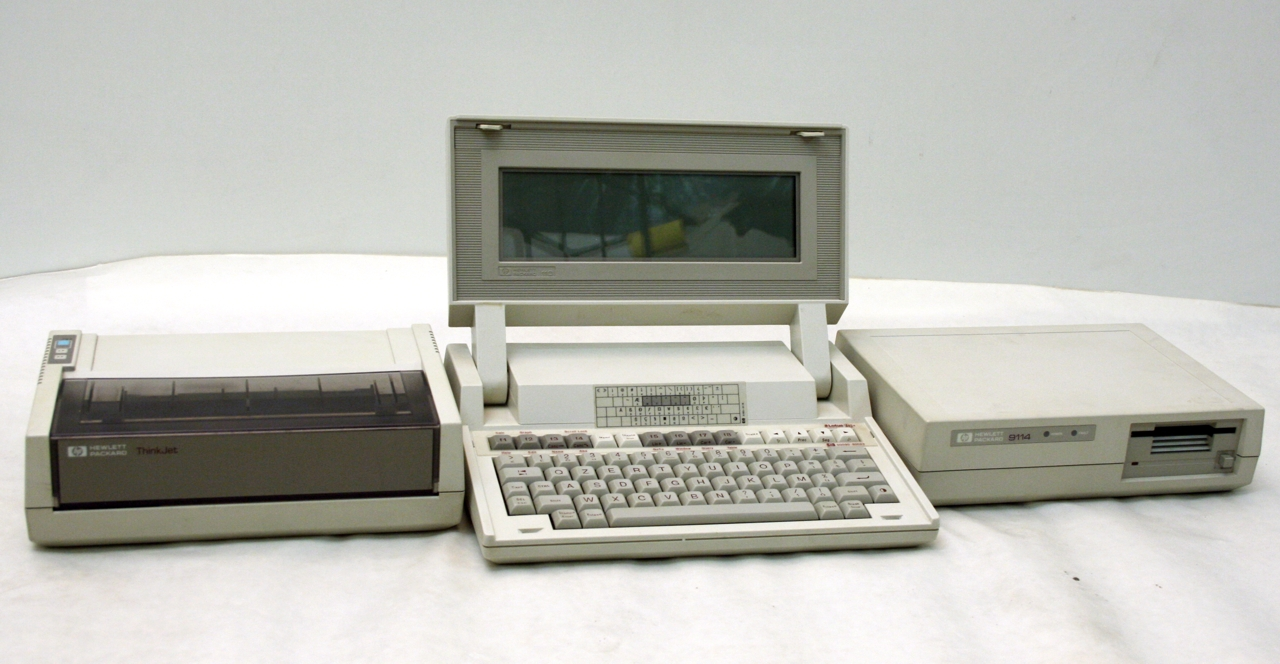
左からHP 2225 ThinkJetプリンタ、HP-110 ポータブルコンピュータ、HP 9114 フロッピーディスクドライブ

- HP 82160A HP-ILインターフェースモジュール （HP-41C/CV/CX用）
- HP 82973A HP-ILインターフェース （IBM PC 及び互換機用 (ISAバス)）
- HP 82938A インターフェース （HP 80シリーズデスクトップコンピュータ用）
- HP 82401A HP-ILモジュール （HP-71B用）
- HP 82402A Dual HP-IL アダプタ （HP-71B用）
- HP-75C/D 内蔵HP-ILインターフェース
- HP-110 内蔵HP-ILインターフェース
- HP 45711 Portable PLUS (110+) 内蔵HP-ILインターフェース
- HP-150 内蔵HP-ILインターフェース
- HP-3392A Integrator

### インターフェース
- HP 82164A HP-IL/RS-232Cインターフェース
- HP 82165A HP-IL/GPIOインターフェース
- HP 82166A HP-ILコンバータ （組込み用途のHP-IL/GPIOインターフェース小規模バージョン）
- HP 82166C HP-ILコンバータ （同プロトタイプ・キット）
- HP 82169A HP-IL/HPIB双方向インターフェース
- HP 5061-3166 HP-IL/SCSIインターフェース

### 周辺装置

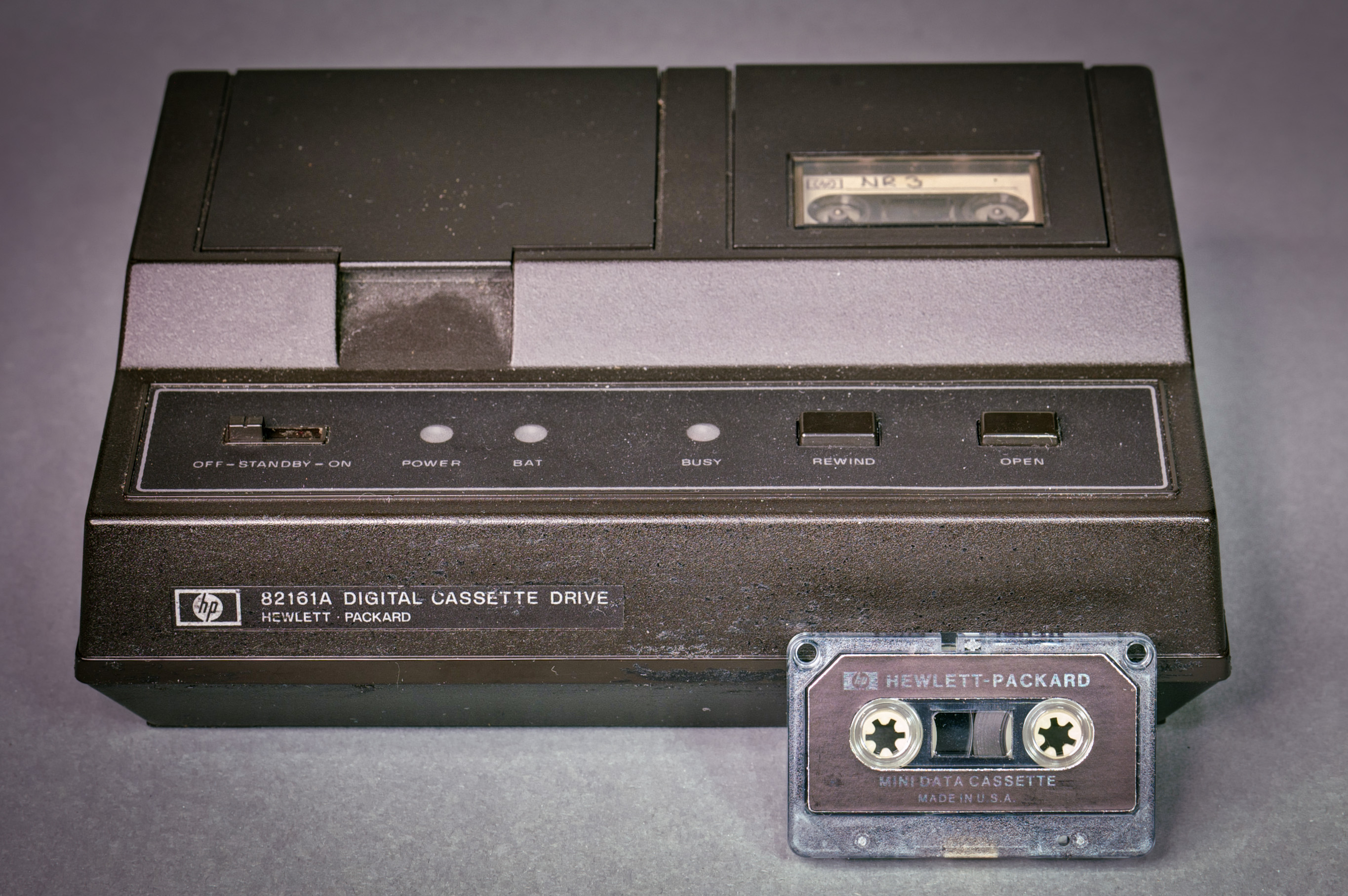
マイクロカセット式磁気テープドライブ HP 82161A

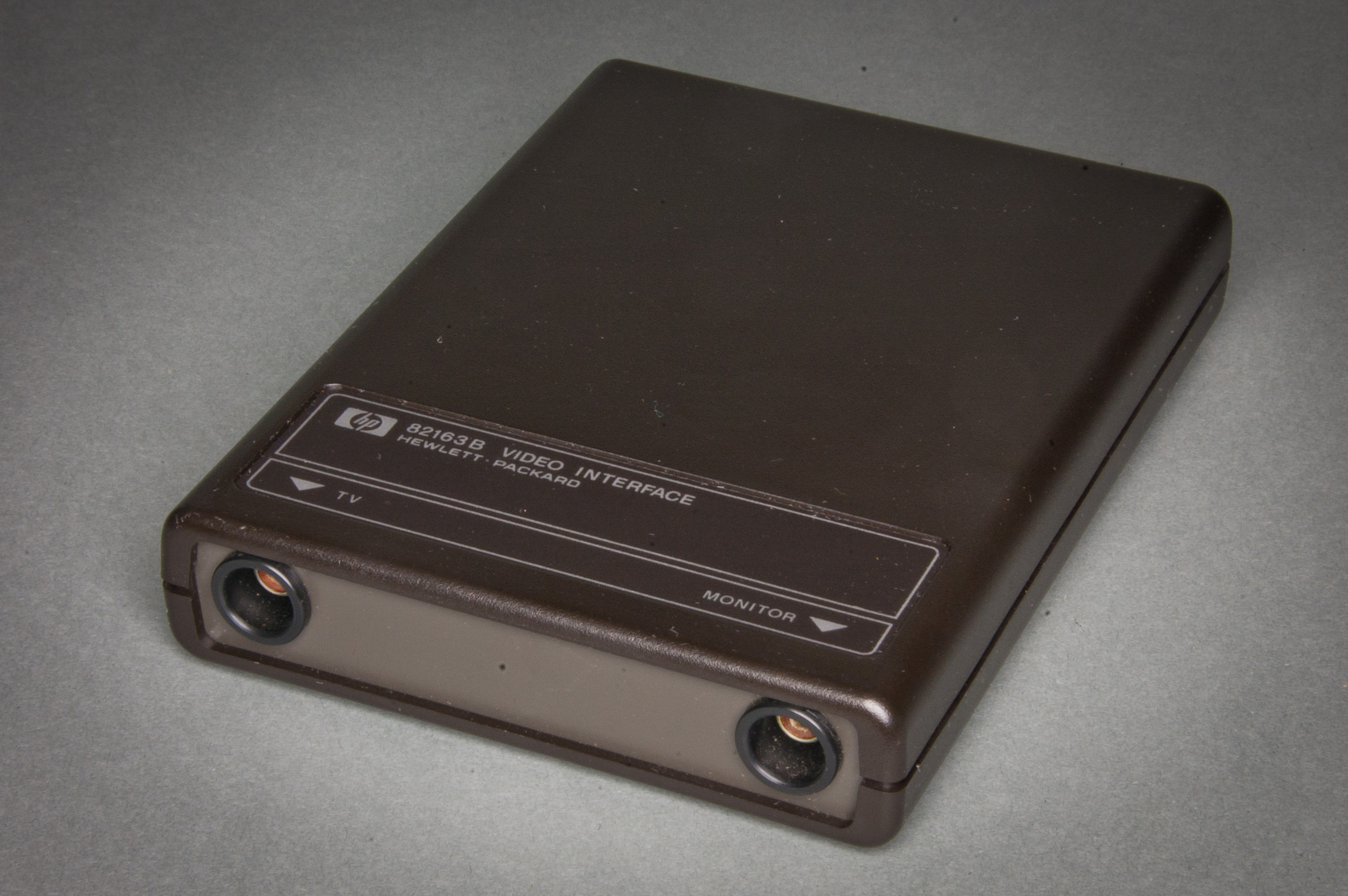
ビデオインターフェース HP 82163B

- HP 9114A/B フロッピーディスクドライブ
- HP 82161A マイクロカセット式磁気テープドライブ
- HP 82162A サーマルプリンター （HP-41C/CV/CX用HP 82143AプリンタのHP-ILバージョン）
- HP 82163A/B ビデオインターフェース （AはNTSC用、BはPAL用）
- HP 92198A 80桁ビデオインターフェース
- HP 82168A/92205M 音響カプラ
- HP 82905A/B プリンタ
- HP 2225B ThinkJetプリンタ
- HP 7470A グラフィックプロッター（HP-ILインターフェースはオプション）
- HP 2671A/G 英数字グラフィックサーマルプリンタ

### 計測機器
- HP 1630/1631 ロジックアナライザ （コントローラとして使用可）
- HP 3421A データ取得制御ユニット
- HP 3468A/B デジタルマルチメータ （HP 3478A（GPIB版）のHP-ILバージョン）
- HP 5384A/5385A 周波数カウンタ（HP-ILインターフェースはオプション）
- HP 8590A スペクトラムアナライザ（HP-ILインターフェースはオプション）
- HP 5890 ガスクロマトグラフィー・コンパニオンオートサンプラー

### ソフトウェア
- HP 00041-15043 HP-IL開発モジュール （HP-41C/CV/CX用）
- HP 82183A 拡張I/Oモジュール （HP-41C/CV/CX用）

### サードパーティー製
- FSI164A HP-IL/RS-232Cインターフェース
- Leitz IL-41 セオドライト(トランシット) インターフェース
- ジオジメーター(Geodimeter) レーザー光波測距儀 インターフェース

### その他
- PIL-Box HP-IL/USBコンバータ[4]
- PIL-IO HP-IL/GPIOインターフェース[4]